# Giovanni Adamo II del Liechtenstein
Giovanni Adamo II del Liechtenstein (nome completo in tedesco Johannes Adam Ferdinand Aloys Josef Maria Marco d'Aviano Pius, talvolta indicato come Hans-Adam II; Zurigo, 14 febbraio 1945) è l'attuale principe del Liechtenstein. Porta inoltre i titoli di duca di Troppau e Jägerndorf e di conte di Rietberg.
Succedette a suo padre, Francesco Giuseppe II, il 13 novembre 1989 quando questi morì. Prima esercitò la reggenza del paese in suo nome, dal 1984. Il 15 agosto 2004, in occasione della festa nazionale, ha nominato reggente del principato il figlio ed erede al trono Luigi.
Già da principe ereditario contribuì ad arricchire le collezioni artistiche private della famiglia principesca, tra le più importanti d'arte europea a livello globale, in seguito alle vendite fatte dal padre per risanare le fortune del casato in seguito alla seconda guerra mondiale. Nel 2009 ha pubblicato il libro Lo Stato nel terzo millennio, nel quale ha esposto le sue convinzioni politico-filosofiche.
Attraverso il gruppo bancario LGT Bank, possiede una ricchezza famigliare che è pari a 7,6 miliardi di dollari, oltre al suo patrimonio personale pari a 4 miliardi, il che lo rende il capo di Stato più ricco d'Europa e il sesto monarca più ricco del mondo. Alla fine di luglio 2022 era al 352⁰ posto nella classifica delle 500 persone più ricche del pianeta del Bloomberg Billionaires Index.

## Biografia

### Nascita e battesimo

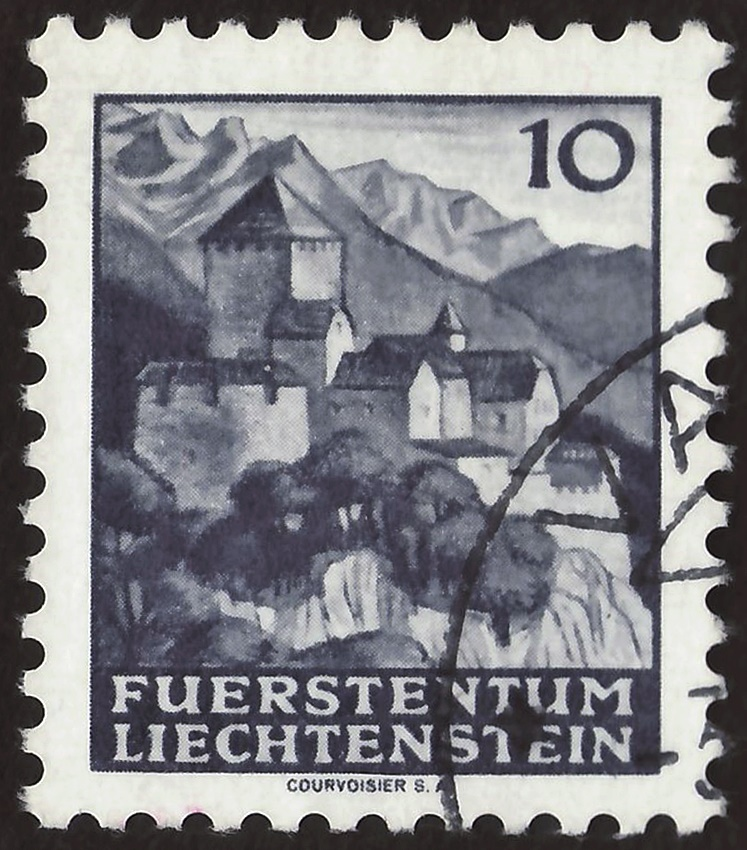
Giovanni Adamo fu il primo principe a crescere nel castello di Vaduz, qui raffigurato in un francobollo del 1943

Il principe Giovanni Adamo è nato poco prima delle 18:00 il 14 febbraio 1945
a Zurigo, in Svizzera. Alle ore 19:00 le campane di tutte le chiese del Liechtenstein suonarono per annunciare la sua nascita.
Primogenito di Francesco Giuseppe II e di Giorgina di Wilczek, la sua nascita fu accolta con gioia dalla popolazione del principato, in quanto si trattava del primo principe che sarebbe cresciuto in territorio nazionale. Nella sera del 15 febbraio una folla di persone si radunò al municipio della capitale e l'Harmoniemusik Vaduz si esibì in suo onore. Inoltre le scuole nazionali furono tenute chiuse.
Crebbe nel castello di Vaduz e con i suoi primi due fratelli, Filippo e Nikolaus, fu particolarmente legato al nonno materno, il conte Ferdinand von Wilczek (1893-1977), che viveva con loro nella residenza principesca. Secondo la tradizione di famiglia, ebbe un solo padrino di battesimo, ovvero papa Pio XII. Come primi tre nomi gli furono dati "Johannes Adam", in onore di Giovanni Adamo I, e "Pius".
Fu quindi battezzato l'8 marzo nella chiesa di Vaduz dal vescovo di Coira Christian Caminada, assistito dal reverendo Josef Henny e alla presenza del nunzio apostolico Filippo Bernardini, che rappresentava papa Pacelli, di Duarte Nuno di Braganza e sua moglie, di Philipp Etter e di altri parenti. Erano presenti anche i membri del Governo e del Landtag, e venne portato in braccio dalla nonna, Elisabetta Amalia d'Asburgo-Lorena.

### Educazione
A differenza di suo padre, non ricevette alcun tipo di educazione privata ed ha affermato di non essere mai stato uno studente virtuoso e disciplinato. Entrò nel 1951 alla scuola elementare della capitale e nel 1954 entrò nella Sezione Scout di Vaduz.
Fu iscritto allo Schottengymnasium di Vienna nel 1956. Dal 1960 studiò al Lyceum Alpinum Zuoz, dove fu un giocatore di hockey su ghiaccio e ottenne nel 1965 la maturità sia svizzera che tedesca, con un esame finale d'inglese.
Nella primavera del 1963 fece un tirocinio al Senato degli Stati Uniti, dove ebbe modo di lavorare con il senatore Claiborne Pell del Foreign Relation Committee e di incontrare John Fitzgerald Kennedy alla Casa Bianca. Oltre al nativo tedesco, parla fluentemente inglese e francese.

#### Studi superiori

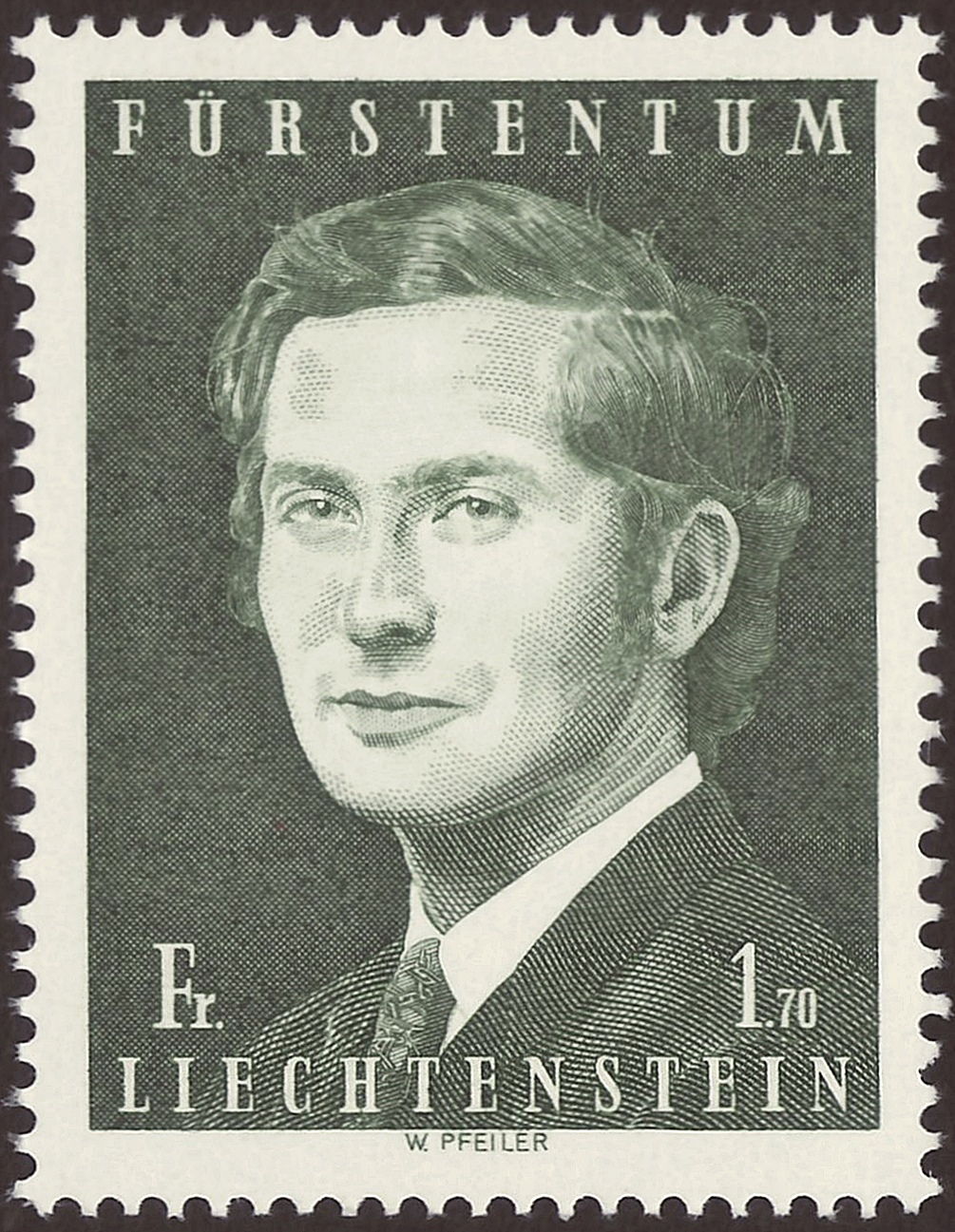
Il principe su un francobollo da 1,70 franchi, emesso il 5 dicembre 1975

Desideroso di proseguire con gli studi in fisica o archeologia, i genitori e il capo del governo di allora, Alexander Frick, insistettero affinché studiasse in ambito economico o giuridico, per dare nuova vita alle finanze di famiglia, fortemente danneggiate dalla seconda guerra mondiale (la dinastia perse l'80% delle sue ricchezze) o per essere preparato alle questioni legali che avrebbe affrontato in futuro come capo di Stato.
In ogni caso era suo desiderio studiare in America anziché in Europa, per non essere soggetto alla supervisione dei genitori. Si informò allora sulle Università di Harvard e Princeton, ma in entrambe risultò sovraqualificato. Anche se affermò di non essersi pentito del percorso di studi intrapreso, con delusione finì per iscriversi al corso di laurea quadriennale di economia, commercio e diritto alla Scuola superiore di scienze economiche e sociali di San Gallo, dove conseguì la licenza nel 1969 con una tesi sull'introduzione dei computer all'interno delle banche.
In seguito la Conferenza universitaria svizzera ritenne il suo titolo di studio l'equivalente di un master in management. Durante l'università trascorse sei mesi a Londra, lavorando alla Hambros Bank.

### Fidanzamento e matrimonio
Durante le vacanze estive del 1961, conobbe Marie Kinsky von Wchinitz und Tettau, quando si recò a Vaduz per far visita a una sua zia, Caroline von Ledebur-Wicheln, sposata con il principe Johannes Franz del Liechtenstein. La principessa Giorgina - Gina la invitò al castello di Vaduz e, durante una visita a Nizza, Giovanni Adamo convinse il fratello e il padre di Marie ad approvare il loro fidanzamento. Venne annunciato nel gennaio 1965 e in maniera ufficiale il 18 aprile. Anche la suocera e i suoi stessi genitori non intendevano consentire un eventuale matrimonio, poiché volevano che il principe, di appena vent'anni, concludesse prima gli studi.
Dopo molteplici insistenze, il permesso venne concesso e i due convolarono a nozze civilmente a Vaduz e religiosamente nella chiesa di San Florino il 30 luglio 1967, in una cerimonia officiata da Johannes Vonderach. Erano cugini di secondo grado, come discendenti di Ferdinand Bonaventura Kinsky von Wchinitz und Tettau e Maria Giuseppa del Liechtenstein.
Nella seconda metà degli anni '60 la coppia andò in viaggio in Cecoslovacchia, con cui il Liechtenstein non intratteneva relazioni diplomatiche dal secondo conflitto mondiale, a causa dei decreti Beneš. In occasione delle loro nozze d'oro, fu emessa una serie speciale di francobolli nel 2017, il cui ricavato fu devoluto alla Croce Rossa Liechtensteinese. Giovanni Adamo II è vedovo dal 2021.

### Anni settanta

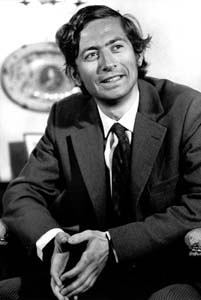
Giovanni Adamo fotografato nel 1974 da Erling Mandelmann

Nel 1970 Giovanni Adamo tenne un discorso in cui criticò le relazioni del Liechtenstein con la Svizzera, invitando il suo Paese a diventare più indipendente in materia di politica estera. Ripetute volte commentò pubblicamente la politica interna ed estera del principato negli anni in cui fu erede al trono.

#### Carriera imprenditoriale
Già negli anni degli studi iniziò a dedicarsi alla riorganizzazione del patrimonio famigliare e il 3 gennaio 1970 istituì la Fondazione Principe del Liechtenstein, già Fideikommisse, che si occupa di amministrare le proprietà della casa regnante.
Nacque nel contempo la Fondazione Principe del Liechtenstein II, che amministra le collezioni artistiche della famiglia. Rimase a capo delle fondazioni fino al 1984. Nel 1971 divenne il responsabile della riqualificazione delle foreste principesche situate in Austria, ereditando il ruolo dallo zio Carlo Alfredo.

#### Le collezioni principesche
Dalla seconda metà degli anni '70 le collezioni artistiche della famiglia iniziarono ad espandersi, grazie all'acquisto di diverse opere d'arte.
Il direttore delle collezioni, Reinhold Baumstark, cercò negli anni '80 di riacquisire alcune opere vendute in passato, attività a cui si dedicò anche il principe che riacquistò, tra gli altri, il "Grand Mogul", un ciclo di arazzi realizzato nel 1715 nella manifattura di Berlino del tappezziere Jean II Barraband. Furono gli anni in cui altre importanti opere entrarono nelle collezioni, grazie a una riforma della politica di raccolta e delle risorse economiche che ricevettero in tempi brevi una base più solida.
Nel 1976, con il precedente ampliamento delle attività imprenditoriali di Giovanni Adamo, si poté procedere al restauro dello scalone barocco di Palazzo Liechtenstein, nella capitale austriaca. Nello stesso edificio, il 29 marzo 2004, il principe inaugurò l'apertura del Liechtenstein Museum.

### Reggenza
Il 26 agosto 1984 Giovanni Adamo venne nominato reggente dal padre Francesco Giuseppe II, dopo che annunciò la sua intenzione di rimanere principe titolare a luglio, rendendolo di fatto capo di Stato e detentore dei diritti sovrani principeschi come preparazione alla successione.

### Regno

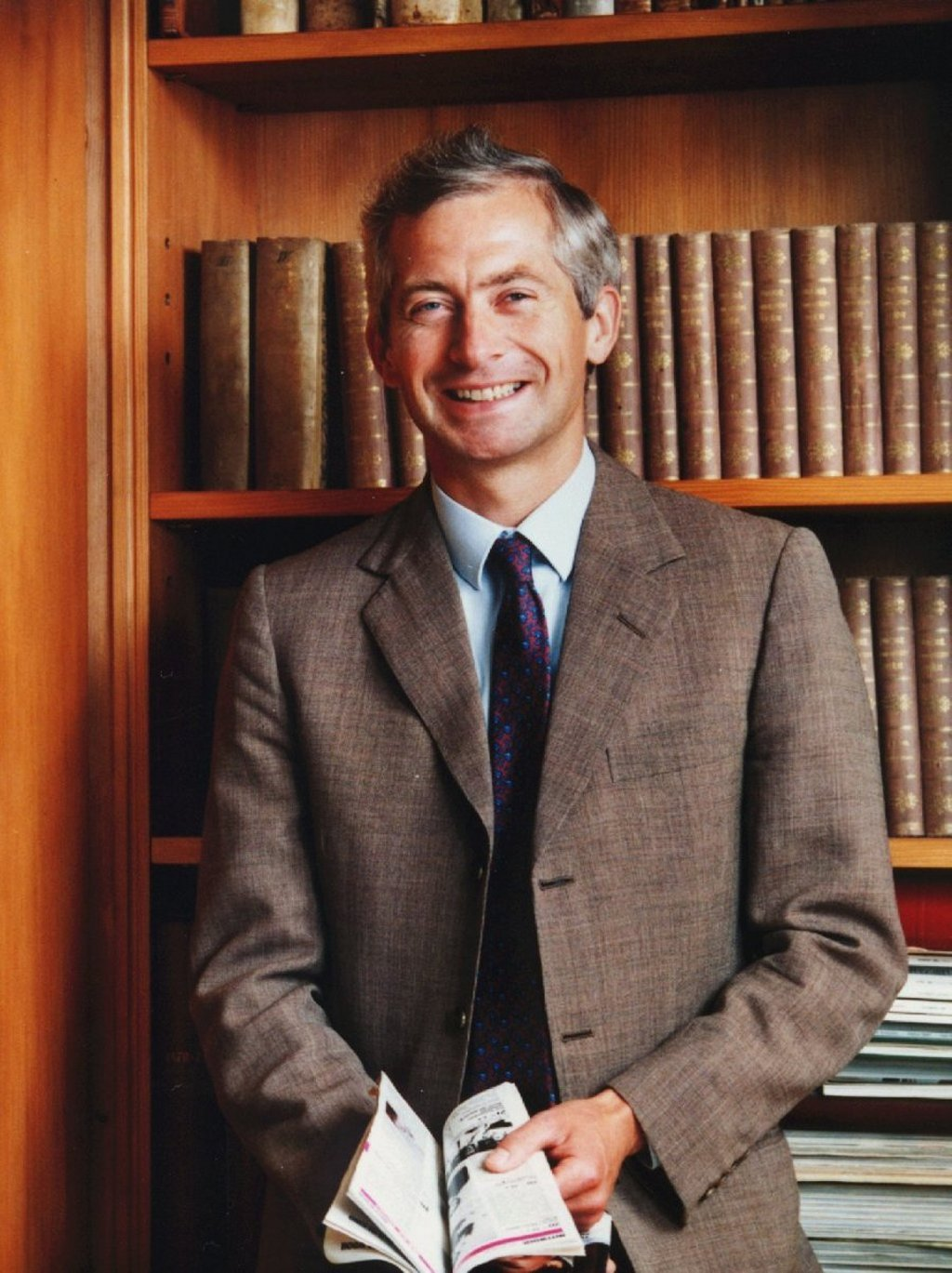
Giovanni Adamo II

Il 13 novembre 1989, giorno della morte di suo padre, il principe salì al trono con il nome di Giovanni Adamo II. Da allora il suo obiettivo divenne il rafforzamento dell'indipendenza del Liechtenstein in materia di politica estera. Per celebrare la successione venne coniata una moneta d'argento nel 1990, che ritraeva il suo profilo verso sinistra.
Mantenne l'usanza avviata da suo padre di invitare i cittadini al castello di Vaduz nel giorno della festa nazionale, il 15 agosto di ogni anno. Il 6 dicembre 1989 prestò giuramento in Parlamento.

#### Anni '90: l'ingresso nell'ONU
Giovanni Adamo II ricoprì un ruolo essenziale per l'ingresso del Liechtenstein nell'Organizzazione delle Nazioni Unite, primo degli obiettivi di lunga data che voleva concretizzare in qualità di sovrano. L'allora neo-principe vedeva un'eventuale entrata del paese nell'ONU come un modo per proteggere la sovranità del principato e per ridurre la dipendenza economica del paese dalla Svizzera. Tuttavia, a livello nazionale e non, riscontrò grande opposizione al suo progetto.
Prima di presentare la questione alla politica interna, con l'aiuto di Claiborne Pell, riuscì a modificare la posizione degli Stati Uniti d'America in merito all'ingresso del Liechtenstein nell'Organizzazione. Anche il Parlamento, che con il principe ebbe spesso rapporti tesi, si dimostrò contrario, ritenendo che aderire all'ONU avrebbe comportato delle spese non necessarie. Il principe si offrì di pagare lui stesso i contributi, ma con la conseguenza che avrebbe scelto lui stesso l'ambasciatore liechtensteinese presso le Nazioni Unite. Il Landtag cambiò allora opinione accettando di coprire le spese e il paese entrò nell'ONU il 18 settembre 1990.
Sebbene si fosse dichiarato più volte un convinto sostenitore dell'unità europea, al fine di preservare la tradizione d'indipendenza del Liechtenstein, Giovanni Adamo II annunciò, nel 1991, che il principato non avrebbe avviato le trattative per entrare nell'Unione europea. Nonostante ciò, nel medesimo anno, per continuare a rafforzare la propria indipendenza economica, il Liechtenstein entrò nell'Associazione europea di libero scambio.
Il paese aderì anche all'Accordo generale sulle tariffe doganali e sul commercio (1994) e fu membro dell'Organizzazione mondiale del commercio dal 1995, facendo proseguire la prosperità iniziata e promossa nel regno di Francesco Giuseppe II. In ogni caso, il principe citò l'entrata del Liechtenstein nell'ONU come il suo successo maggiore.

#### Contenzioso con Cecoslovacchia e Germania

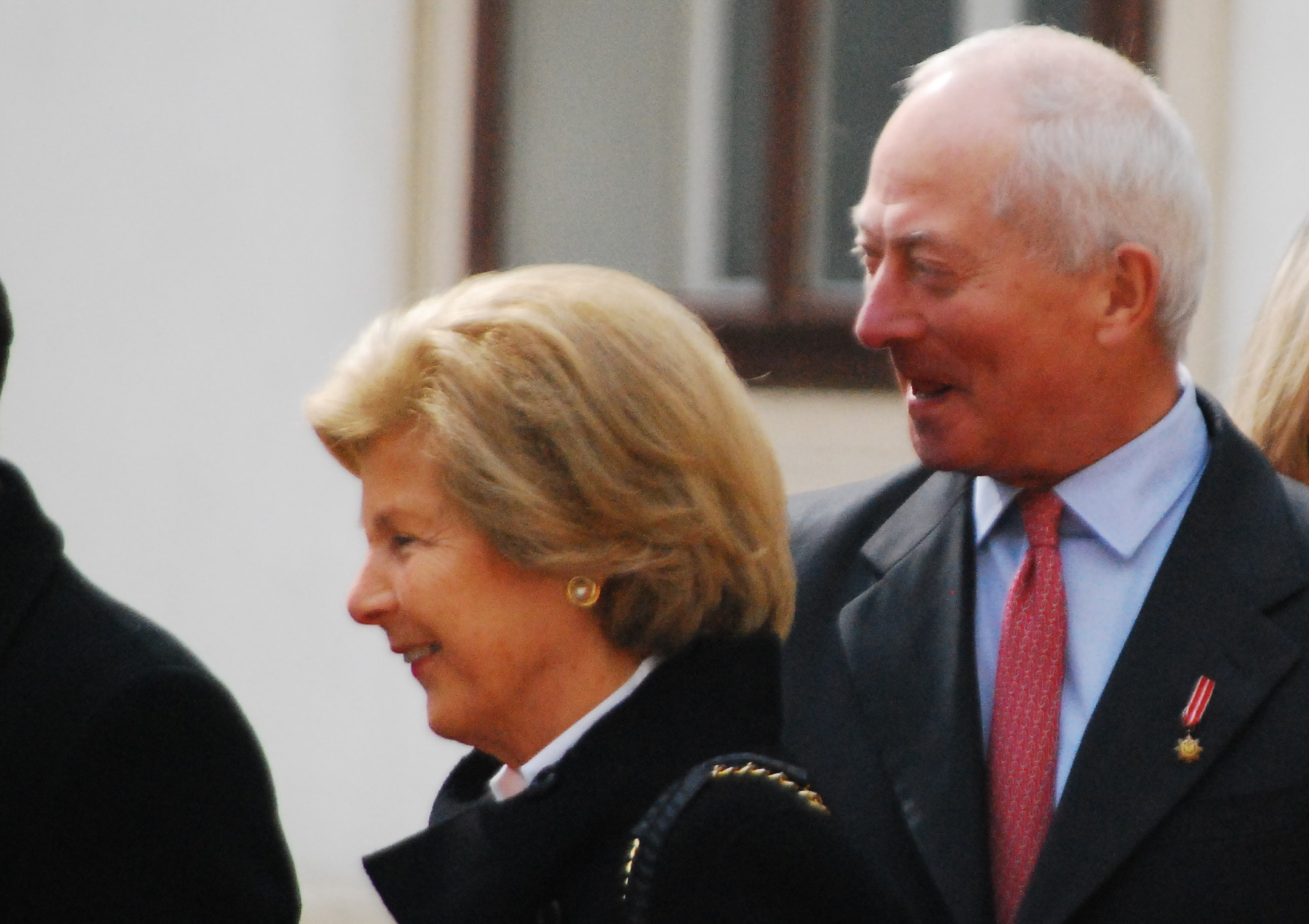
Marie e Giovanni Adamo II nel 2013

Nel 1990 il principe e il Governo avviarono le trattative con la Cecoslovacchia per mettere fine alle problematiche sorte tra i due paesi in seguito alla confisca delle proprietà cecoslovacche della famiglia Liechtenstein, operata dal Governo cecoslovacco nel 1945 per effetto dei decreti Beneš, considerando tedeschi i liechtensteinesi in quanto germanofoni. I rapporti del Liechtenstein con Cechia e Slovacchia ripresero con la risoluzione del conflitto diplomatico, rispettivamente il 13 luglio e il 9 dicembre 2009.
Nel 1991 Giovanni Adamo II provò a riappropriarsi del dipinto Scena in una fornace da calce romana di Pieter van Laer, (in passato di proprietà del padre come parte delle collezioni principesche dal 1767), che venne confiscato alla sua famiglia nel 1946 e prestato nel '91 dall'Ufficio dei Monumenti Storici di Brno al museo di Colonia.
Il principe sostenne che l'opera non era stata oggetto di espropriazione in Cecoslovacchia, in quanto tale atto avrebbe costituito una violazione dell'ordine pubblico, e si appellò alla Corte europea dei diritti dell'uomo tra il 1995 e il 1996, ma il ricorso fu respinto. Ritentò nel 1998 alla Corte costituzionale federale, mentre il Governo si rivolse contro la Germania alla Corte internazionale di giustizia nel 2001.
I tribunali civili tedeschi dichiararono il ricorso del principe irricevibile, poiché incompetenti ai sensi della Convenzione sulla risoluzione delle questioni derivanti dalla guerra e dall'occupazione, firmata nel 1952 a Bonn e sancente che le pretese di persone i cui beni sono stati trasferiti o acquisiti attraverso provvedimenti adottati su proprietà tedesche, per motivi di riparazione, guerra o per specifici accordi, sono inammissibili.
Il principe sostenne quindi di non avere avuto accesso effettivo al tribunale e che la decisione di irricevibilità violasse il suo diritto di proprietà, citando la Convenzione europea per la salvaguardia dei diritti dell'uomo e delle libertà fondamentali.

#### La crisi di Stato e l'ingresso nel SEE
La sua figura ha avuto un ruolo chiave anche nell'entrata del Liechtenstein nello Spazio economico europeo, in primis perché introdusse l'iniziativa e in secondo luogo per aver portato, nel 1992, alla cosiddetta "crisi nazionale". Il principe era convinto che, con l'aumento dell'integrazione europea e poiché il Liechtenstein era abituato a commerciare con i paesi vicini, il paese dovesse entrare nel SEE, ma anche qui non riscontrò l'approvazione del Landtag.
Nello stabilire una data in cui indire il referendum sull'entrata nel SEE, il principe desiderava vedere anticipato il referendum del Liechtenstein a quello della Svizzera, ottenendo opinioni contrastanti dai membri dai parlamentari e dal Governo. La crisi statale avvenne il 28 ottobre 1992, quando il principe minacciò di sciogliere il Landtag, il Governo Brunhart IV e di emanare un decreto di emergenza affinché potesse indire il referendum nella data da lui espressa. A quel punto 2000 persone, tra cui Alice Fehr-Heidegger, Cyrill Büchel, Gerard Batliner, Johann Beck, Josef e Noldi Frommelt, si riunirono davanti al palazzo del governo in un tentativo di mediazione.
Il giorno stesso venne emanata la Dichiarazione congiunta del Principe, del Parlamento e del Governo (Erklärung von Fürst, Landtag und Regierung), con cui venne stabilita, per l'11 e il 13 dicembre, la data del referendum liechtensteinese dopo quello svizzero, all'unica condizione che l'impegno per entrare nel SEE sarebbe stato indipendente dalla scelta che i cittadini svizzeri avrebbero fatto. Il Liechtenstein entrò nel SEE il 1⁰ maggio 1995.
Questa crisi, che ha brevemente minato al rapporto in politica estera del Liechtenstein con la Svizzera, fece emergere diverse ambiguità sulle funzioni degli organi statali. Seguì una revisione costituzionale durata dieci anni. In seguito il principe affermò che le competenze economiche e giuridiche che aveva acquisito a San Gallo lo aiutarono molto nell'obiettivo di entrare nel SEE, specie nel contesto pubblico.

#### Relazioni internazionali
Fu ampliata la rete diplomatica, se infatti prima del 1984 il Liechtenstein aveva relazioni dirette solo con i vicini (Austria e Svizzera) perché era la Svizzera a curarne gli interessi nel mondo, oggi sono oltre 120 gli Stati che hanno rapporti con il principato anche se poche sono le ambasciate "effettive" (per evitare spese inutili sono presenti solo negli Stati più importanti come la Germania o gli Stati Uniti d'America) e ci si continua ad "appoggiare" in molti casi alle legazioni svizzere.

#### Arcidiocesi di Vaduz e rapporti con il Vaticano
Durante il suo regno il principato ottenne di avere una propria circoscrizione ecclesiastica della Chiesa cattolica (che è la religione ufficiale) con l'erezione nel 1997 dell'arcidiocesi di Vaduz (fino ad allora dipendeva dalla diocesi di Coira), dopo che nel 1985 (quando lui era reggente) Santa Sede e Liechtenstein avevano stretto relazioni diplomatiche con la nomina del principe Nikolaus del Liechtenstein (fratello di Giovanni Adamo) ad ambasciatore in Vaticano, carica che mantenne per oltre trent'anni. Lo stesso papa Giovanni Paolo II volle visitare il principato l'8 settembre 1985, pochi giorni dopo l'avvio di formali rapporti diplomatici (il 28 agosto).

#### Dai rifiuti di sanzione al caso Herbert Wille

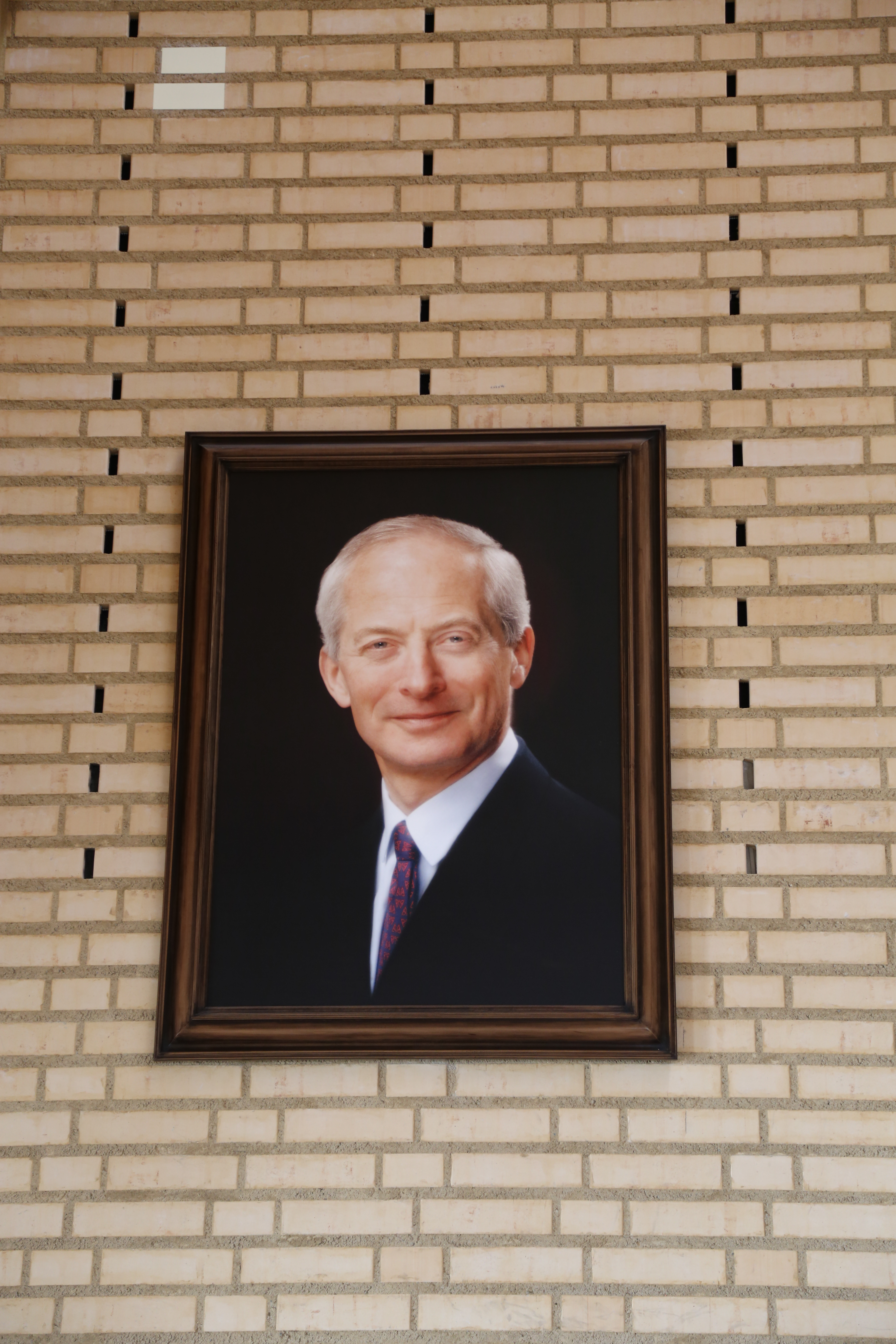
Ritratto del principe nella sala plenaria del Landtag

Sempre nel 1992, il principe si rifiutò di sanzionare la rivista legge sulla Corte di Stato e, con l'annuncio di altri rifiuti di sanzione su diversi progetti legislativi, furono sospese negli anni '90 le leggi sul servizio civile, sulla scuola e l'istruzione degli adulti.
Il 26 ottobre 1993 la casa principesca adottò, su proposta del principe, un nuovo diritto interno che abrogò quello precedente. Il 14 settembre dello stesso anno, in seguito a una mozione di sfiducia per delle controversie decisionali esercitata dalla maggioranza dei parlamentari verso il primo ministro Markus Büchel, il principe sciolse il Landtag e lasciò in carica il Governo Büchel, che si dimise dopo le nuove elezioni che si tennero il 15 dicembre.
In questo periodo il nuovo diritto interno venne quindi approvato senza la partecipazione del Landtag, ma solo con la controfirma di Büchel, e assegnava ufficialmente al principe tre cariche: capo di Stato, capo della casata principesca e presidente delle fondazioni principesche. A cavallo tra il 1996 e il 1997 il principe ha acquisito dalla Federazione Russa contenuti dell'Archivio della Casa del Principe, di cui l'Unione Sovietica si era appropriata nel corso della seconda guerra mondiale.
Nel 1995 il principe comunicò in una lettera al giudice Herbert Wille che non gli avrebbe più conferito alcuna carica pubblica, avendo dichiarato che secondo la sua opinione, nell'interpretazione della Costituzione in caso di controversia tra il Landtag e il principe, l'autorità decisionale sarebbe dovuta spettare alla Corte di Stato e non al sovrano. Wille fece allora ricorso contro il Liechtenstein alla Corte europea dei diritti dell'uomo per violazione del diritto alla libertà d'espressione. L'evento prese il nome di "caso Herbert Wille" e nel 1999 la CEDU protesse il ricorso per poi ammonire Giovanni Adamo II.
Durante il suo regno Giovanni Adamo II ha esercitato il diritto di veto due volte: nel 1994 sulla modifica della legge sulla Corte di Stato, che rifiutò di sanzionare due anni prima, e nel 1998 sulla modifica della legge sulla promozione dell'istruzione degli adulti, che già minacciò di non sanzionare.

#### Gli anni 2000 e il referendum costituzionale
Nel 2000 il principe sovrano è stato il fondatore del Liechtenstein Institute for Self-Determination presso l'Università di Princeton. Nel 2001 è stato vincitore del Premio per la pace della fondazione The Path to Peace.
Nel 2002 Giovanni Adamo II e il principe ereditario Luigi presentarono un'iniziativa di modifica della Costituzione, la cui revisione iniziò dopo la crisi del 1992. Il 14 marzo 2003 ebbe luogo il referendum, a seguito del quale, con il 64% di voti favorevoli entrò in vigore il nuovo testo costituzionale a sfavore della controproposta d'iniziativa popolare "Verfassungsfrieden" (Pace Costituzionale), che ottenne quasi il 17% di voti positivi.
Il principe annunciò che in caso di rifiuto avrebbe preso residenza a Vienna. La nuova Costituzione, riorganizzata su argomenti essenziali, conferì ancora ampi poteri al principe (diritto di veto sulle decisioni parlamentari e di destituire il Landtag e il Governo) che non sono stati accolti con approvazione dal Consiglio d'Europa, ma introdusse al contempo tre novità: diritto dei comuni di recedere dallo Stato, diritto di presentare mozione di sfiducia contro il sovrano e il diritto di abolire la monarchia.
A questa riforma, Giovanni Adamo II ha dato ampio spazio nel saggio pubblicato nel 2009.

#### Capo di Stato titolare

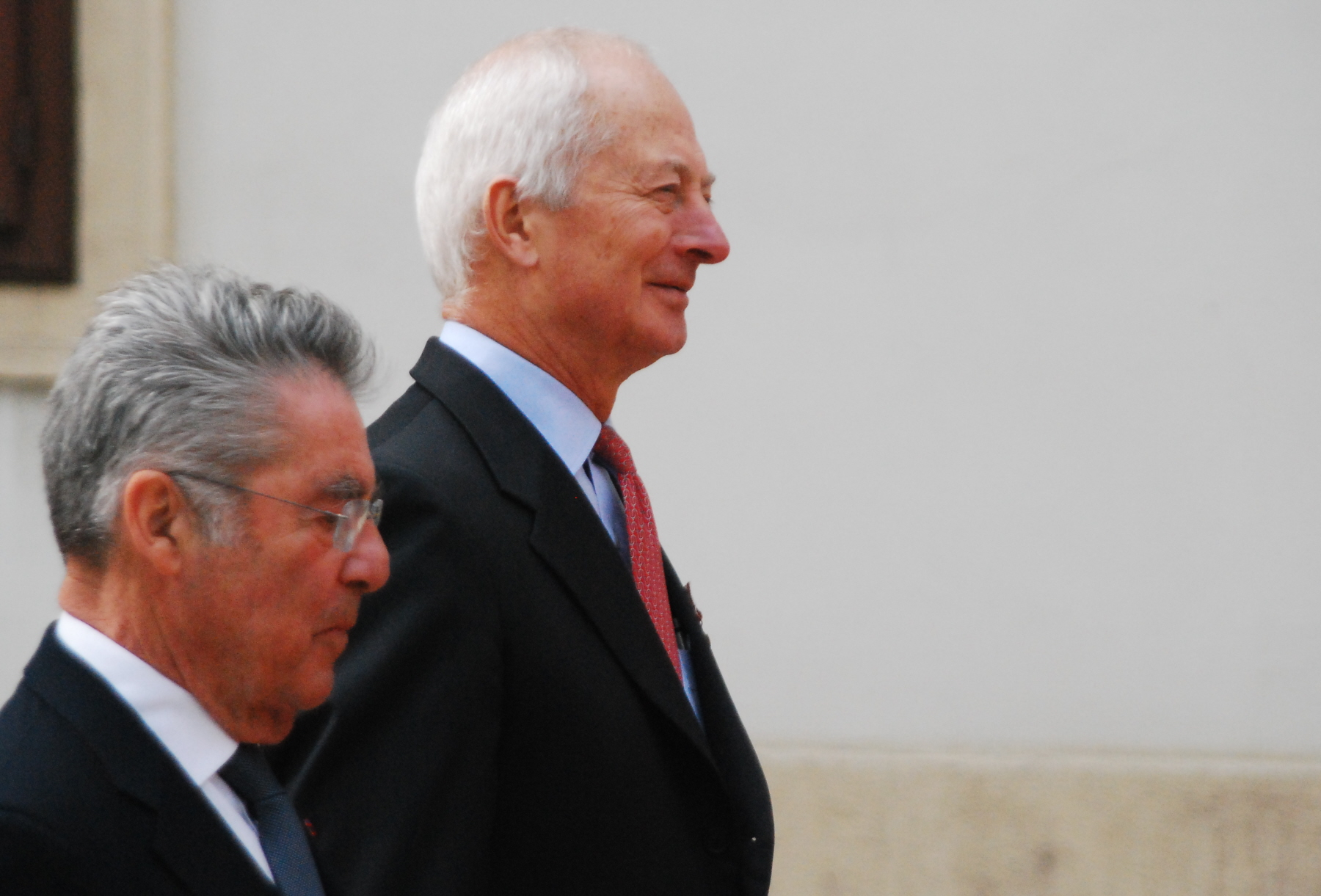
Giovanni Adamo II con Heinz Fischer nel cortile interno dell'Hofburg, in visita di Stato in Austria

Nella giornata nazionale del 2004, dopo 14 anni di regno, il principe nominò il figlio Luigi reggente in suo nome. Da allora ha messo fine all'attività politica per riprendere a dedicarsi alla gestione del patrimonio famigliare. Nel 2007 ricevette il Premio Schumpeter.

#### La linea di successione
Un comitato delle Nazioni Unite si è espresso con preoccupazione sul fatto che la linea di successione al trono del Liechtenstein contenga la legge salica, permettendo solamente agli uomini di ereditare il trono, citando la Convenzione internazionale sui diritti civili e politici. Il principe a sua volta ritenne tale gesto un'intrusione, definendo nel 2007 la legge di successione una questione privata della famiglia regnante (come afferma anche la Costituzione), più antica del principato stesso e che non ha a che fare con i cittadini.

### Interessi personali

#### Archeologia

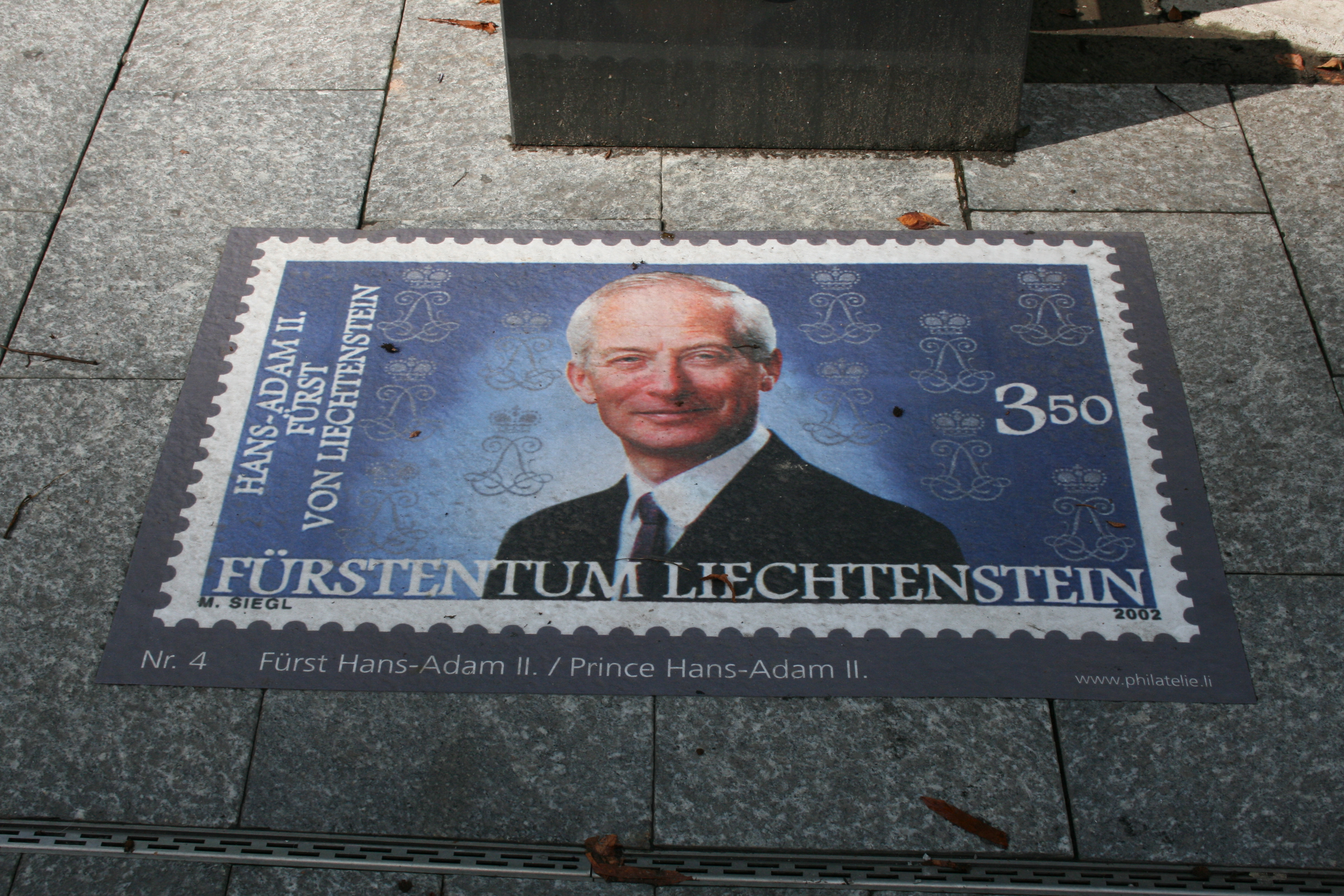
Francobollo con ritratto del principe sulla della pedonale del centro di Vaduz

Gli interessi di Giovanni Adamo II includono la storia e l'archeologia, che negli anni di studio erano le materie che più gradiva. In particolare la passione per l'archeologia gli fu trasmessa da David Beck, suo insegnante delle scuole elementari e pioniere di tale scienza in Liechtenstein, che conduceva spesso i suoi studenti, compreso il principe, sui siti di scavo.
Il principe istituì nel 1986, per poi divenirne il presidente, la Fondazione Svizzera-Liechtenstein per la ricerca archeologica all'estero (Schweizerisch-Liechtensteinische Stiftung für Archäologische Forschungen im Ausland), che si occupa della promozione pubblica, della conservazione e del sostegno allo studio scientifico dei patrimoni dei paesi interessati alla cooperazione in ambito culturale e archeologico. Ha anche visitato numerosi siti di scavi.

#### Altri interessi

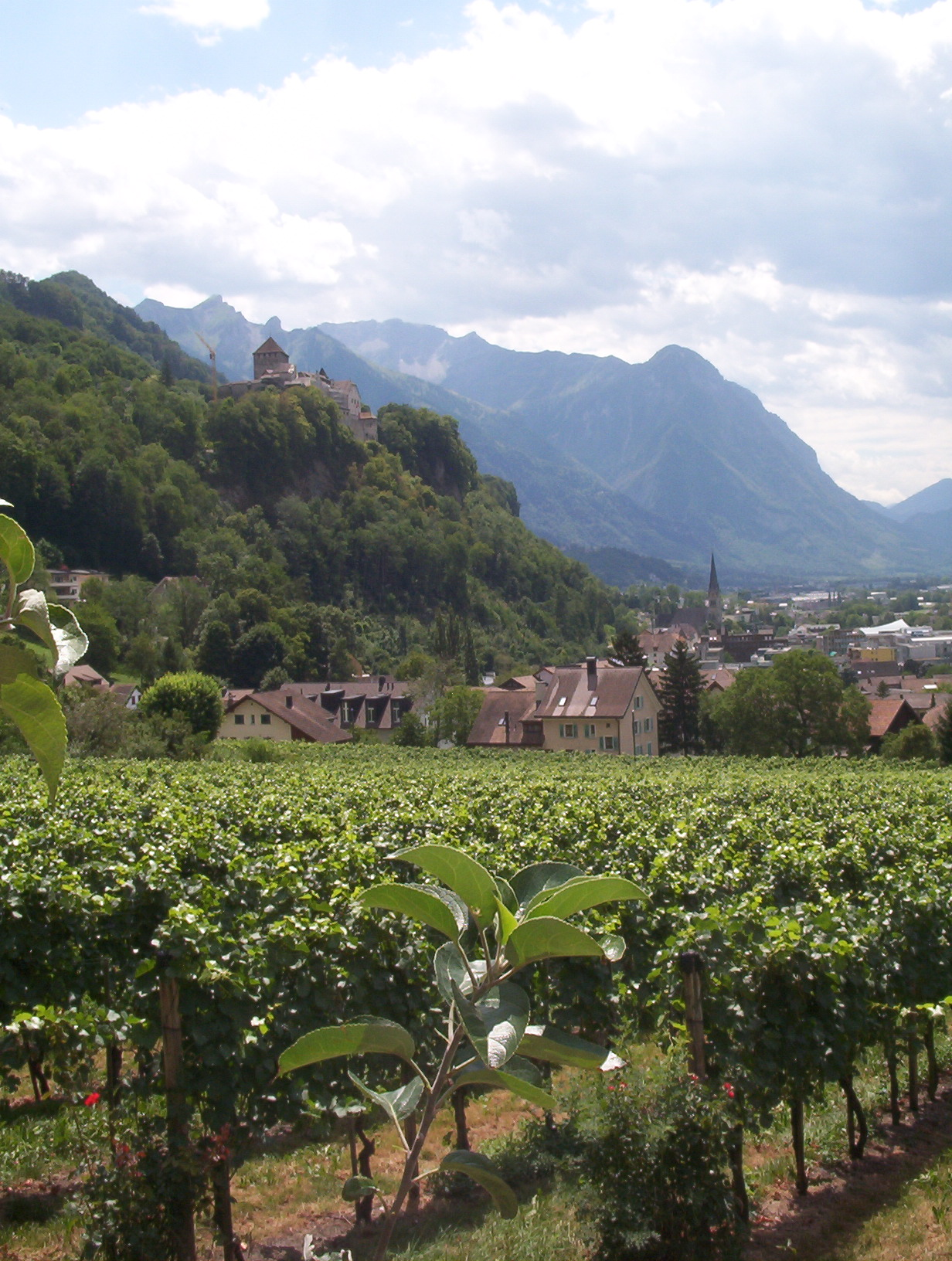
I vigneti del principe a Vaduz

Gli altri suoi interessi riguardano la tecnologia, l'agricoltura e i libri di archeologia e fantascienza.
Ha affermato che dal punto di vista artistico predilige l'arte moderna e di essere sempre stato affascinato dalla fisica. Il 21 novembre 2017 incontrò Stephen Hawking all'Università di Cambridge.

#### Ufologia

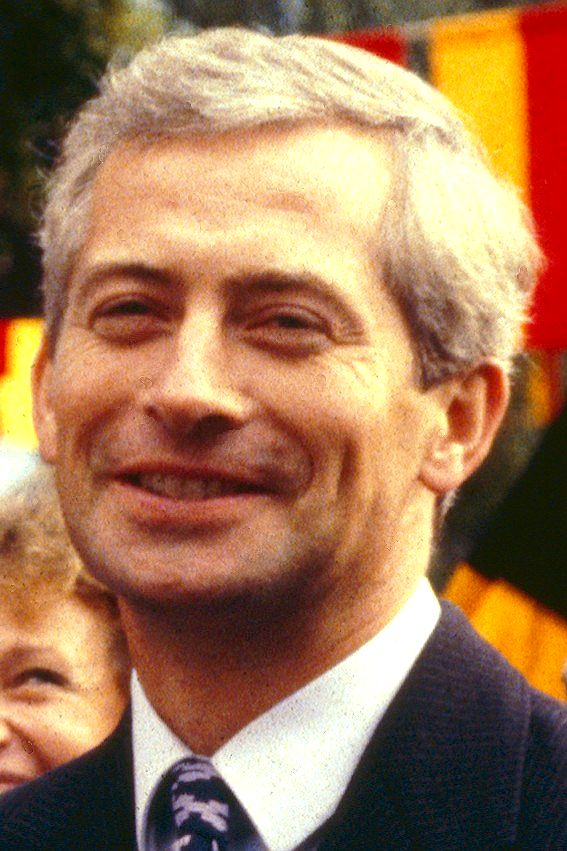
Giovanni Adamo il 16 agosto 1988

È un grande appassionato di ufologia, al punto da essere stato finanziatore di progetti di ricerca internazionale, individuali e non, sugli UFO. Questo interesse nacque dopo che una sua zia disse di aver avvistato un UFO a Monaco di Baviera negli anni '50, ma anche lui raccontò a Jacques Vallée di aver visto, quando era bambino, un UFO volare sui giardini del castello di Vaduz verso la Svizzera. Tenne una conversazione sul tema anche con Dick Haines, ricercatore del settore.
Ha avuto inoltre stretti contatti con Robert Bigelow, con il quale commissionò, all'inizio degli anni '90, uno studio per indagare su quante persone statunitensi fossero state rapite dagli extraterrestri, per 200.000 dollari. Sull'argomento dei rapimenti alieni finanziò anche una conferenza a Houston, nel 1992. In base al diario di Vallée, Forbidden Science 3: The Trail of Hidden Truth, con cui Giovanni Adamo II pranzò al castello di Vaduz in compagnia della moglie, della sorella e di due figli nel novembre 1989, il principe si è interessato a tale attività anche per il desiderio di scoprire nuovi fonti energetiche e sistemi di propulsione.
Si presume che abbia anche finanziato con 10.000 dollari il progetto Recollections of Roswell, che indagherebbe su un UFO che si dice si sia schiantato nel 1947 nel Nuovo Messico, attraverso il Fund for UFO Research. Infine ha incontrato in differenti occasioni Harold Puthoff, al dipartimento Society for Scientific Exploration dell'Università Cornell.

## Lo Stato nel terzo millennio

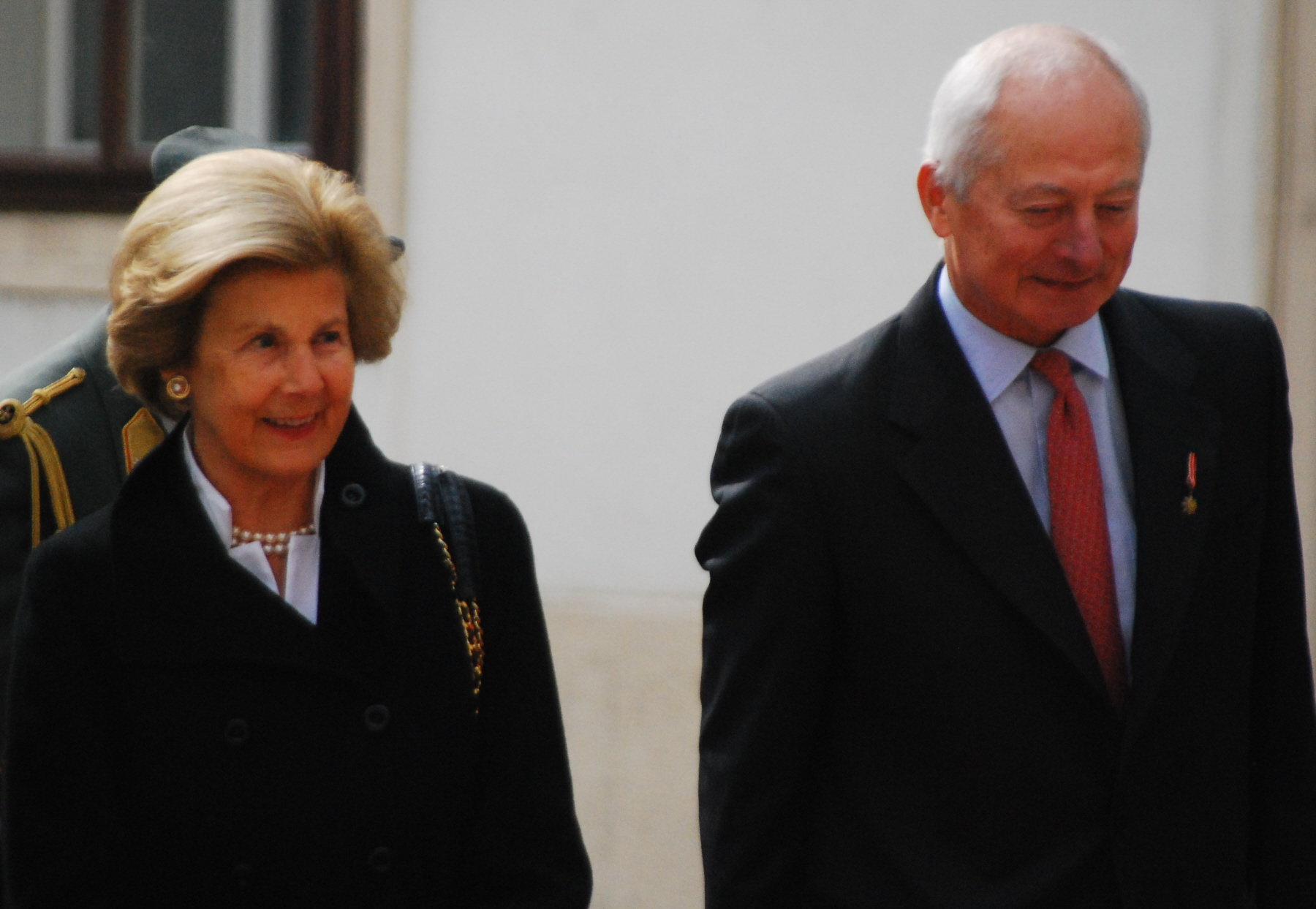
Il principe nel 2013

Nel 2009 ha pubblicato un libro, intitolato Der Staat im dritten Jahrtausend, in cui ha riassunto le sue riflessioni di sovrano e imprenditore in merito all'ordine politico del futuro. Una parte rilevante del saggio è dedicata alla stessa riforma costituzionale del piccolo principato e, in particolare, alla necessità di ridurre l'ambito d'intervento dello Stato nella vita sociale ed economica. Oltre a ciò, il principe Giovanni Adamo II in questo scritto sottolinea l'importanza di tre forme di referendum introdotte dalla nuova costituzione: la possibilità con un referendum di deporre il principe regnante; la possibilità con un referendum di trasformare la monarchia in repubblica; la possibilità riconosciuta ad ognuno degli undici comuni che compongono il Principato, con referendum, di secedere dal Principato.
Nel 2011 il volume è stato tradotto in lingua italiana, con il titolo Lo Stato nel terzo millennio ed è stato pubblicato dalle edizioni IBL Libri.

## Primi ministri

### Durante la reggenza (1984-1989)
1. Hans Brunhart (II: 1982-1986; III: 1986-1989).

### Durante il regno (dal 1989)
1. Hans Brunhart (IV: 1989-1993);
2. Markus Büchel (1993-1993);
3. Mario Frick (I: 1993-1997; II: 1997-2001);
4. Otmar Hasler (I: 2001-2005; II: 2005-2009);
5. Klaus Tschütscher (2009-2013);
6. Adrian Hasler (I: 2013-2017; II: 2017-2021);
7. Daniel Risch (2021-2025);
8. Brigitte Haas (2025-in carica).

## Discendenza
Giovanni Adamo II del Liechtenstein e Maria Egle, contessa Kinsky von Wchinitz und Tettau, hanno avuto i seguenti figli:
- Principe ereditario Luigi (nato l'11 giugno 1968 a Zurigo), che il 3 luglio 1993 a Vaduz ha sposato Sofia (figlia di Massimiliano, principe e duca in Baviera, nata il 28 ottobre 1967 a Monaco di Baviera), dalla quale ha avuto quattro figli:
  - Giuseppe Venceslao Massimiliano Maria, nato il 31 maggio 1995 a Londra
  - Maria Carolina Elisabetta Immacolata, nata il 17 ottobre 1996 a Grabs (Svizzera)
  - Giorgio Antonio Costantino Maria, nato il 20 aprile 1999 a Grabs
  - Nicola Sebastiano Alessandro Maria, nato il 6 dicembre 2000 a Grabs
- Massimiliano Nicola Maria (nato il 16 maggio 1969 a San Gallo), che nel gennaio 2000 ha sposato Angela Gisela Brown (nata il 3 febbraio 1958 a Bocas del Toro), dalla quale ha avuto un figlio:
  - Alfonso Costantino Maria, nato il 18 maggio 2001 a Londra
- Costantino Ferdinando Maria (nato il 15 marzo 1972 a San Gallo e morto il 5 dicembre 2023 ad Altlengbach), che nel luglio 1999 ha sposato Marie Gabriele Franciska, contessa Kálnoky de Kőröspatak (nata il 16 luglio 1975 a Graz), dalla quale ha avuto due figli e una figlia:
  - Maurizio Emanuele Maria, nato il 27 maggio 2003 a New York
  - Giorgina Massimiliana Tatiana Maria, nata il 23 luglio 2005 a Vienna
  - Benedetto Ferdinando Umberto Maria, nato il 18 maggio 2008 a Vienna
- Tatiana Nora Maria (nata il 10 aprile 1973 a San Gallo), che il 5 giugno 1999 ha sposato Filippo, barone von Lattorf (nato il 25 marzo 1968 a Graz), dal quale ha avuto sette figli:
  - Luca Maria von Lattorff, nato a Wiesbaden il 13 maggio 2000
  - Elisabetta Maria Angela Tatiana von Lattorff, nata a Grabs il 25 gennaio 2002
  - Maria Teresa von Lattorff, nata a Grabs il 18 gennaio 2004
  - Camilla Maria Caterina von Lattorff, nata a Monza il 4 novembre 2005
  - Anna Pia Teresa Maria von Lattorff, nata a Goldgeben (Austria) il 3 agosto 2007
  - Sofia Caterina Maria von Lattorf, nata a Goldgeben il 30 ottobre 2009
  - Massimiliano Maria von Lattorf, nato a Goldgeben il 17 dicembre 2011

## Titoli e trattamento
- 14 febbraio 1945 - 13 novembre 1989: Sua Altezza Serenissima, il principe ereditario del Liechtenstein (in tedesco: Seine Durchlaucht Der Erbprinz von und zu Liechtenstein)
  - 26 agosto 1984 - 13 novembre 1989: Sua Altezza Serenissima, il principe reggente del Liechtenstein (in tedesco: Seine Durchlaucht Stellvertreter des Fürsten)
- 13 novembre 1989 - attuale: Sua Altezza Serenissima, il principe del Liechtenstein, duca di Troppau e Jägerndorf, conte di Rietberg, sovrano della casa di Liechtenstein
  - In tedesco: Seine Durchlaucht Der Fürst von und zu Liechtenstein, Herzog von Troppau und Jägerndorf, Graf zu Rietberg, Regierer des Hauses von und zu Liechtenstein

## Ascendenza
|                                           |                            |                                          | Genitori                                             |  |  | Nonni |  |  | Bisnonni                  |  |  | Trisnonni                            |  |
|                                           |                            |                                          |                                                      |  |  |       |  |  | Alfredo del Liechtenstein |  |  | Francesco di Paola del Liechtenstein |  |
|                                           |                            |                                          |                                                      |  |  |       |  |  | Alfredo del Liechtenstein |  |  | Francesco di Paola del Liechtenstein |  |
|                                           |                            | Julia Eudoxia Potocka-Piława             |                                                      |  |  |       |  |  | Alfredo del Liechtenstein |  |  |                                      |  |
| Luigi del Liechtenstein                   |                            |                                          |                                                      |  |  |       |  |  | Alfredo del Liechtenstein |  |  |                                      |  |
|                                           |                            | Enrichetta del Liechtenstein             | Luigi II del Liechtenstein                           |  |  |       |  |  |                           |  |  |                                      |  |
|                                           |                            | Enrichetta del Liechtenstein             | Luigi II del Liechtenstein                           |  |  |       |  |  |                           |  |  |                                      |  |
|                                           |                            | Enrichetta del Liechtenstein             | Franziska Kinsky von Wchinitz und Tettau             |  |  |       |  |  |                           |  |  |                                      |  |
| Francesco Giuseppe II del Liechtenstein   |                            | Enrichetta del Liechtenstein             |                                                      |  |  |       |  |  |                           |  |  |                                      |  |
|                                           |                            | Carlo Ludovico d'Asburgo-Lorena          | Francesco Carlo d'Asburgo-Lorena                     |  |  |       |  |  |                           |  |  |                                      |  |
|                                           |                            | Carlo Ludovico d'Asburgo-Lorena          | Francesco Carlo d'Asburgo-Lorena                     |  |  |       |  |  |                           |  |  |                                      |  |
|                                           |                            | Carlo Ludovico d'Asburgo-Lorena          | Sofia di Baviera                                     |  |  |       |  |  |                           |  |  |                                      |  |
| Elisabetta Amalia d'Asburgo-Lorena        |                            | Carlo Ludovico d'Asburgo-Lorena          |                                                      |  |  |       |  |  |                           |  |  |                                      |  |
|                                           |                            | Maria Teresa del Portogallo              | Michele I del Portogallo                             |  |  |       |  |  |                           |  |  |                                      |  |
|                                           |                            | Maria Teresa del Portogallo              | Michele I del Portogallo                             |  |  |       |  |  |                           |  |  |                                      |  |
|                                           |                            | Maria Teresa del Portogallo              | Adelaide di Löwenstein-Wertheim-Rosenberg            |  |  |       |  |  |                           |  |  |                                      |  |
| Giovanni Adamo II del Liechtenstein       |                            | Maria Teresa del Portogallo              |                                                      |  |  |       |  |  |                           |  |  |                                      |  |
|                                           | Johann Nepomuk von Wilczek | Hans von Wilczek                         |                                                      |  |  |       |  |  |                           |  |  |                                      |  |
|                                           | Johann Nepomuk von Wilczek | Hans von Wilczek                         |                                                      |  |  |       |  |  |                           |  |  |                                      |  |
|                                           | Johann Nepomuk von Wilczek | Emma Emo-Capodilista                     |                                                      |  |  |       |  |  |                           |  |  |                                      |  |
| Ferdinand Maria Joseph von Wilczek        | Johann Nepomuk von Wilczek |                                          |                                                      |  |  |       |  |  |                           |  |  |                                      |  |
|                                           |                            | Elizabeth Kinsky von Wchinitz und Tettau | Ferdinand Bonaventura Kinsky von Wchinitz und Tettau |  |  |       |  |  |                           |  |  |                                      |  |
|                                           |                            | Elizabeth Kinsky von Wchinitz und Tettau | Ferdinand Bonaventura Kinsky von Wchinitz und Tettau |  |  |       |  |  |                           |  |  |                                      |  |
|                                           |                            | Elizabeth Kinsky von Wchinitz und Tettau | Maria Giuseppa del Liechtenstein                     |  |  |       |  |  |                           |  |  |                                      |  |
| Georgina von Wilczek                      |                            | Elizabeth Kinsky von Wchinitz und Tettau |                                                      |  |  |       |  |  |                           |  |  |                                      |  |
|                                           |                            | Oktavian Zdenko Kinsky                   | Johann Baptist Franz Kinsky                          |  |  |       |  |  |                           |  |  |                                      |  |
|                                           |                            | Oktavian Zdenko Kinsky                   | Johann Baptist Franz Kinsky                          |  |  |       |  |  |                           |  |  |                                      |  |
|                                           |                            | Oktavian Zdenko Kinsky                   | Iphygenia Therese Dadényi de Gyülvész                |  |  |       |  |  |                           |  |  |                                      |  |
| Norbertine Kinsky von Wchinitz und Tettau |                            | Oktavian Zdenko Kinsky                   |                                                      |  |  |       |  |  |                           |  |  |                                      |  |
|                                           |                            | Georgine Ernestine Festetics von Tolna   | György Festetics von Tolna                           |  |  |       |  |  |                           |  |  |                                      |  |
|                                           |                            | Georgine Ernestine Festetics von Tolna   | György Festetics von Tolna                           |  |  |       |  |  |                           |  |  |                                      |  |
|                                           |                            | Georgine Ernestine Festetics von Tolna   | Eugénia Festetics von Tolna                          |  |  |       |  |  |                           |  |  |                                      |  |
|                                           |                            | Georgine Ernestine Festetics von Tolna   |                                                      |  |  |       |  |  |                           |  |  |                                      |  |

### Parentele
Dei suoi quattordici predecessori solamente quattro sono suoi ascendenti in linea diretta: oltre al padre, il trisnonno Luigi II, il bisarcavolo Giovanni I Giuseppe e il quintavolo Francesco Giuseppe I.